# NGC 6107
NGC 6107 este o brightest cluster galaxy⁠(d) situată în constelația Coroana Boreală. A fost descoperită în 1 iulie 1880 de către Édouard Stephan⁠(d). Se află la o distanță de 129,42 de megaparseci de Pământ.